# Clack Island
Clack Island är en ö i Australien. Den ligger i delstaten Queensland, omkring 1 700 kilometer nordväst om delstatshuvudstaden Brisbane. Ön ligger på revet Clack Reef.
Genomsnittlig årsnederbörd är 1 226 millimeter. Den regnigaste månaden är mars, med i genomsnitt 387 mm nederbörd, och den torraste är augusti, med 1 mm nederbörd.